# Diulu
Diulu est une commune de la ville de Mbuji-Mayi en République démocratique du Congo.

## Administration
Avec 53 896 électeurs recensés en 2018, Diulu a le statut de commune urbaine de moins de 80 000 électeurs, elle compte 7 conseillers municipaux en 2019.